# (14402) 1991 DB
1991 دي بي (ويعرف أيضًا باسم (14402) 1991 دي بي وفق تسمية الكوكب الصغير) (بالإنجليزية: 1991 DB)‏ هو كويكب ضمن حزام الكويكبات؛ وترتيبه 14402 من حيث الاكتشاف.
اكتُشف هذا الجُرم الفلكي بواسطة اليانور إف. هيلين في 18 فبراير 1991.

## وصلات خارجية
- (14402) 1991 DB في قاعدة بيانات مختبر الدفع النفاث لأجرام النظام الشمسي الصغيرة

- الاكتشاف · مخطط المدار ·  العناصر المدارية · المعلمات المادية

- (14402) 1991 DB على موقع ويكي سكاي: DSS2, SDSS, GALEX, IRAS, Hydrogen α, X-Ray, Astrophoto, Sky Map, Articles and images